# Långtjärnen (Föllinge socken, Jämtland)
Långtjärnen är en sjö i Krokoms kommun i Jämtland och ingår i Indalsälvens huvudavrinningsområde.